# Mathematics Genealogy Project
Mathematics Genealogy Project (angleško Projekt Matematična genealogija) je spletna podatkovna zbirka za akademsko rodoslovje matematikov. 4. avgusta 2018 je projekt vseboval 231.480 informacij o matematikih, ki so s svojim delom prispevali k matematiki na raziskovalnem nivoju. V projektu ima običajno vsak matematik vpisano leto diplomskega dela, naslov disertacije, alma mater, ime mentorja doktorata in doktorske študente.